# Isaak Rülf

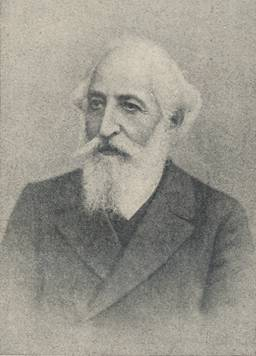
Isaak Rülf kurz vor seinem Tod

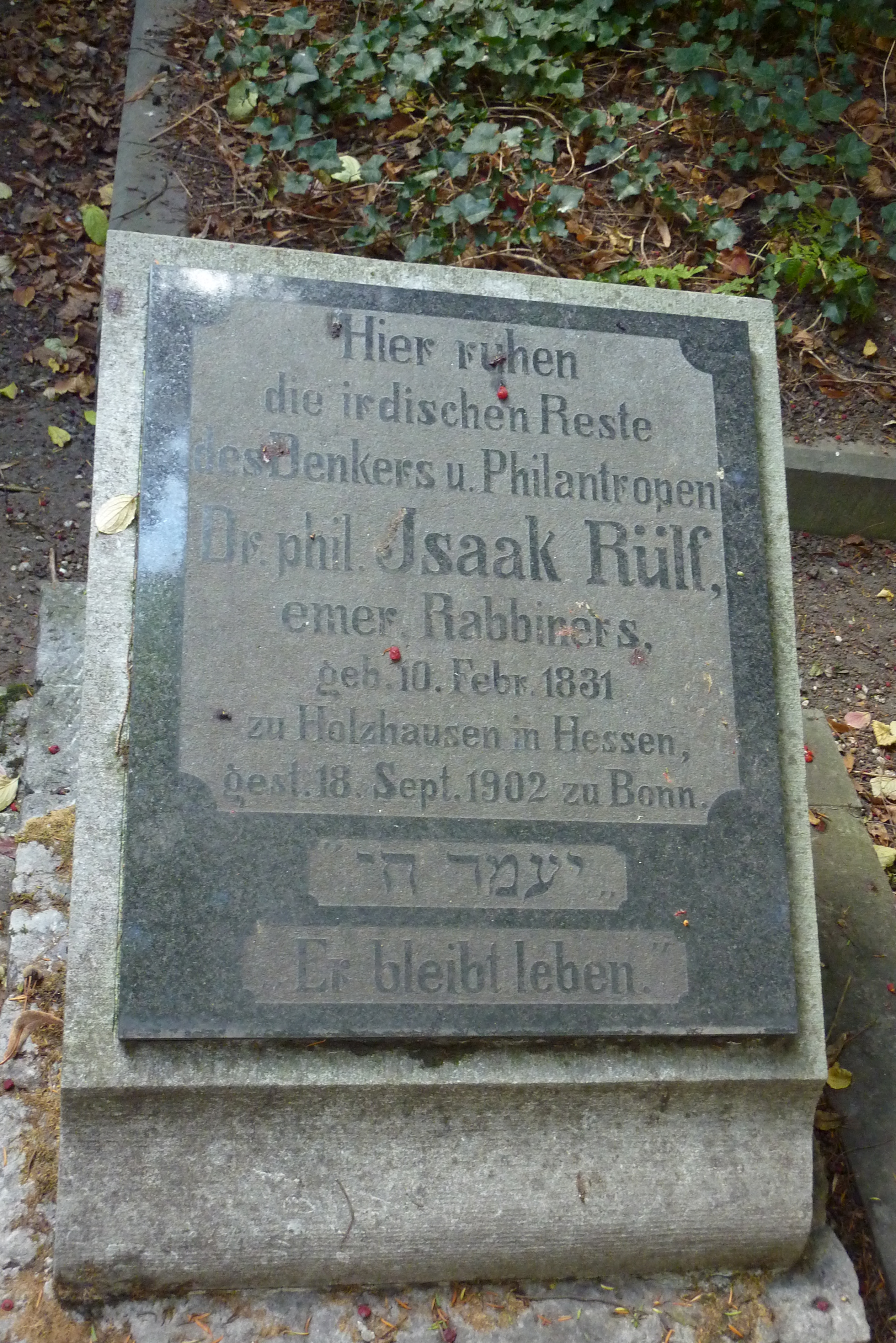
Grabstein auf dem jüdischen Friedhof Bonn-Castell

Isaak Rülf (geboren am 10. Februar 1831 in Rauischholzhausen, Hessen; gestorben am 18. September 1902 in Bonn) war ein deutscher Rabbiner, jüdischer Politiker und Zionist.

## Leben
Isaak Rülf war der Sohn des Viehzüchters Juda Rülf. Mit 14 Jahren begann er ein Studium bei Rabbiner Mordechai Wetzlar in Gudensberg. 1848 legte er die Lehrerprüfung ab und wurde Hilfsmentor an Wetzlars Schule. Er bekam lateinischen Privatunterricht beim Ortspfarrer. 1854 immatrikulierte er sich in Marburg. Er leitete schon während seines Studiums eine Privatschule, um seinen Unterhalt zu verdienen. 1857 erhielt er das Rabbinatsdiplom.
Ab 1859 war er als Lehrer und Rabbiner in Hessen tätig. Ab 1863 war er Religionslehrer in Schwerin. Dort erhielt er seine vollständige Ordination als Rabbiner. Anfang 1865 promovierte er in Rostock.
Rülf war seit 1865 als Rabbiner in Memel tätig. Dort war er auch Redakteur der politischen Tageszeitung Memeler Dampfboot. Er trat auch als philosophischer Schriftsteller hervor, besonders durch das fünfbändige Werk Wissenschaft des Weltgedankens – Wissenschaft der Gedankenwelt – Wissenschaft der Krafteinheit – Wissenschaft der Geisteseinheit – Wissenschaft der Gotteseinheit.
Isaak Rülf war ein früher Wegbereiter der Chibbat Zion. Sein besonderes Interesse galt den russischen Juden sowie jüdischen Emigranten, für die er als jüdischer Politiker Hilfswerke organisierte. Dies brachte ihm den Beinamen „Dr. Huelf“ ein. Er unterstützte Theodor Herzl von Anfang an, vor allem gegen die antizionistischen „Protestrabbiner“. Bis zu seinem Tod nahm er an allen Zionistenkongressen teil. Die letzten Jahre seines Lebens verbrachte er in Bonn in unermüdlicher Arbeit für die Verbreitung des zionistischen Gedankens.
Rülf war verheiratet mit Viola Bechhof (1842–1926).

## Weitere Werke
- Nothruf aus Memel. In: Demokratisches Wochenblatt. Nr. 31 vom 31. Juli 1869.
- Meine Reise nach Kowno, 1869.
- Drei Tage in Jüdisch-Russland, 1881.
- Aruchas Bas-Ammi. Israels Heilung. Ein ernstes Wort an Glaubens- und Nichtglaubensgenossen, Frankfurt 1883[3]
- Das Erbrecht als Erbübel, o. O. o. J.